# Morgan Taylor
Morgan Taylor (n. 17 aprilie 1903, Sioux City⁠(d), Iowa, SUA – d. 16 februarie 1975, Irondequoit⁠(d), Comitatul Monroe, New York, New York, SUA) a fost un atlet ce a reprezentat Statele Unite ale Americii, medaliat olimpic. A participat la 3 ediții ale Jocurilor Olimpice (1924, 1928, 1932) în care a câștigat o medalie de aur și două medalii de bronz în proba de 400 m garduri.

## Palmares
| An   | Competiție        | Locație                    | Loc | Eveniment     | Note |
| ---- | ----------------- | -------------------------- | --- | ------------- | ---- |
| 1924 | Jocurile Olimpice | Paris, Franța              | 1   | 400 m garduri | 52,6 |
| 1928 | Jocurile Olimpice | Amsterdam, Țările de Jos   | 3   | 400 m garduri | 53,6 |
| 1928 | Jocurile Olimpice | Amsterdam, Țările de Jos   | –   | 4x400 m       | NS   |
| 1932 | Jocurile Olimpice | Los Angeles, Statele Unite | 3   | 400 m garduri | 52,0 |